# Thunbergia hamata
Thunbergia hamata är en akantusväxtart som beskrevs av Gustav Lindau och Adolf Engler. Thunbergia hamata ingår i släktet thunbergior, och familjen akantusväxter. Inga underarter finns listade i Catalogue of Life.